# Louis van Gaal
Aloysius Paulus Maria van Gaal, mais conhecido como Louis van Gaal (Amsterdã, 8 de agosto de 1951) é um ex-treinador e ex-futebolista neerlandês que atuava como meio-campo.
Ele que se declara aprendiz de Rinus Michels (o pai do "Futebol Total"), como jogador, sempre atuou no futebol neerlandês e nunca obteve grande destaque, mas como treinador, dirigindo o Ajax, Barcelona, AZ Alkmaar e a Seleção Neerlandesa, obteve reconhecimento e projeção internacional. Em 2009 lançou o livro autobiográfico "Louis van Gaal, biografie & visie".
Afirmou que iria se aposentar no fim do seu contrato com a equipe do Manchester United. No entanto, após a conquista da FA Cup: 2015–16, foi dispensado pelo clube em 23 de maio de 2016. Em comunicado a imprensa, declarou-se decepcionado por não poder continuar o projeto inicial de três anos.
Em 2022, prestes a iniciar o Mundial do Qatar ao serviço da seleção dos Países Baixos, Louis Van Gaal escondeu ao máximo dos seus jogadores que estava a lutar contra um cancro na próstata. O próprio afirma "Ao início pensei que o melhor para eles era não saber.". Durante a tarde enquanto os jogadores descansavam, o treinador fazia o mesmo enquanto os seus colegas adjuntos trabalhavam no que faltava. Van Gaal realizava os tratamentos necessários para combater a doença à noite sem que ninguém visse e repetia este processo todos os dias.

## Seleção Neerlandesa
Comandou a Seleção Neerlandesa entre 2000 e 2002 e novamente entre agosto de 2012 a julho de 2014. A seleção obteve com facilidade o primeiro lugar do Grupo D das Eliminatórias da Copa do Mundo de 2014 - Europa. Em maio de 2013 anunciou que deixa a seleção após a Copa do Mundo FIFA de 2014. Assumiu pela terceira vez em julho de 2021.

### Copa do Mundo de 2014
Em algumas entrevistas durante a Copa de 2014, van Gaal teceu críticas a FIFA por obrigar jogador a comparecer nas coletivas de imprensa, ao favorecimento à Seleção Brasileira de jogar após sua seleção na última partida da primeira fase, e a arbitragem. Também criticou a mídia neerlandesa por espionar o treinamento da equipe. Na partida que terminou Holanda 0–0 Costa Rica pelas quartas-de-final, minutos antes do fim da prorrogação, surpreendeu substituindo o goleiro Jasper Cillessen por Tim Krul visando a iminente cobrança de penalidades, e apenas o último sabia da possibilidade. Krul defendeu duas cobranças e os neerlandeses avançaram às semifinais, sendo derrotados pela Argentina de Lionel Messi. Na decisão do terceiro lugar, venceram o Brasil por 3 a 0. Apesar disso, defende que esta disputa não deveria ocorrer, pois: só há um prêmio, a taça. Também neste último jogo, tornou a Seleção Neerlandesa a primeira a utilizar todos os vinte e três jogadores da delegação em uma edição de Copa, quando substituiu o goleiro titular Cillessen por Michel Vorm, o terceiro goleiro.

## Clubes que treinou

### Ajax (1991–1997)
Sob a tutela do neerlandês, os Ajacieden se tornaram campeões da Eredivisie por três vezes em 1994, 1995 (permaneceram imbatíveis na temporada tanto na liga quanto na Champions League) e em 1996. Na cena europeia, conseguiram a UEFA Cup de 1992 e a Champions League de 1995 ao vencer o Milan na final. Obtiveram a taça da SuperCopa Europeia da Uefa ao derrotar o Real Zaragoza por 5-1 no placar agregado. No final de 1995, enfrentaram ainda o Grêmio Foot-Ball Porto Alegrense e venceram na disputa de pênaltis pela Copa Intercontinental.
Eles ainda foram vice-campeões da Champions League 1995/96 para a Juventus nos pênaltis.
O legado de Van Gaal permitiu revelar jogadores que logo formariam a espinha dorsal da Seleção Neerlandesa: Patrick Kluivert, Marc Overmars, Dennis Bergkamp, Frank e Ronald de Boer, Edgar Davids, Clarence Seedorf, Winston Bogarde, Michael Reiziger e Edwin van der Sar.

### Barcelona (1997–2000)
Conquistou duas La Liga (1997–98 e 1998–99), além de uma Copa do Rei.
Apesar de seu sucesso, ele confrontou a imprensa e sofreu severas críticas. Expressou que era difícil implementar a sua filosofia no Barça, devido as diferenças culturais, já que vários de seus jogadores acabavam boicotando sua liderança. Seus desentendimentos com Rivaldo eram exemplos disso: ele insistia em posicionar o brasileiro como ponta esquerda, enquanto que sua preferência era por jogar mais centralizado.
Deixou os catalães em 20 de maio de 2000, após a derrota que culminou na perda do título da La Liga para o La Coruña em 1999–00. O neerlandês ao partir, proferiu a seguinte frase em sua saída: ''Amigos de la prensa. Yo me voy. Felicidades''.

### Seleção Neerlandesa (2000–2002)
Acabou retornando para a Seleção Neerlandesa para as eliminatórias da Copa do Mundo de 2002. Começou mal a campanha neerlandesa para levá-la ao mundial de 2002. Faziam parte do grupo 2 e logo com uma lesão a lidar logo na estreia, sofreram para manter o empate em 2-2 contra a Irlanda, embora estivessem com a vantagem de 2 gols quando faltavam 20 minutos para findar a partida. A vitória seguinte contra o Chipre por 4-0 veio acompanhada de uma derrota por 2-0 a Portugal. Em 2001, os Países Baixos bateram Andorra, Chipre e Estônia, apesar de Portugal (líder do grupo na época) abrir 2 gols de diferença, com 7 minutos faltando, conseguiu arrancar o empate, deixando-os 3 pontos atrás dos até então invictos irlandeses.
Quando neerlandeses e irlandeses voltaram a se enfrentar, Van Gaal vangloriou-se antes da partida de que sua equipe era mais talentosa que a outra, que até os torcedores irlandeses queriam vê-los classificar; só que a Irlanda ficou com 1 jogador a menos aos 58' e marcou 9' depois o gol da vitória. Os neerlandeses estavam 7 pontos longe de se classificar, faltando dois jogos (falhando pela primeira vez uma Copa do Mundo desde 1986).
Acabou sendo substituído por Dick Advocaat em 31 de janeiro de 2002.

### Retorno ao Barcelona (2002–2003)
Seus resultados na temporada foram inconsistentes, após 11 partidas (4V, 4E e 3D), o Barça perdeu 3 partidas seguidas para o Real Sociedad, Sevilla e ao ameaçado de rebaixamento, Rayo Vallecano. Duas vitórias e 1 empate até melhorou um pouco sua situação, porém ao perder para Valencia e Celta de Vigo, saiu do clube por consentimento mútuo com o clube no 12º lugar, a 3 pontos do rebaixamento e com 20 pontos de diferença para o líder Real Sociedad.
Realizou as contratações de Robert Enke (goleiro), Gaizka Mendieta (meio campo) e o maestro Juan Roman Riquelme, que viria para ocupar o lugar de Rivaldo (o qual foi para o Milan e acabou sendo campeão da Champions League dessa temporada).

### AZ (2005–2009)
O neerlandês conseguiu ser 2º e 3º na Eridivisie nas temporadas 2005–06 e 2006–07, respectivamente. Na temporada seguinte terminou em 11º lugar, levando ao desapontamento dele e só com o pedido dos seus jogadores, acabou reconsiderando.
Na temporada 2008–09, esperava-se que acabassem na 13ª colocação. Entretanto, emendaram uma sequência de 28 jogos invictos sendo a melhor defesa da liga neerlandesa e o segundo melhor ataque da história, graças ao brasileiro Ari e Mounir El Hamdaoui. Sagraram-se campeões em 19 de abril daquele ano.

### Bayern de Munique (2009–2011)
Em 1º de julho de 2009, se tornava o treinador dos bávaros, se referindo a eles como o time de seus sonhos. Para fortalecer seu elenco, no dia 28 de agosto trouxe Arjen Robben que estava no Real Madrid.
Van Gaal não teve um bom começo, perdendo duas vezes para o Bordeaux na Champions League e muito longe do líder da Bundesliga na época, o Bayer Leverkusen. Seu desempenho foi comparado ao de Jurgen Klinsmann, seu antecessor. Culpou os resultados ruins por não darem tempo para que ele instalasse sua filosofia no modo de jogar.
Por sua vez, tem como das poucas características, a de revelar jovens e disponibilizar as chances para eles jogarem: como Thomas Muller e Holger Badstuber, também convertendo Bastian Schweinsteiger de meia ofensivo para segundo volante. No entanto, teve uma rusga com Luca Toni (jogador que trouxe o doblete na temporada 2007–08), fazendo com que se transferisse para a Roma.
Em 8 de maio de 2010, se tornou o primeiro técnico neerlandês campeão da Bundesliga após uma vitória de 3 a 1 contra o Hertha Berlim. Garantiu o doblete com o Pokal em 15 de maio de 2010, ganhando do Werder Bremen por 4 a 0.
Na Liga dos Campeões, obteve a classificação nas quartas-de-final contra o Manchester United no placar agregado 4-4 e saldo qualificado. Depois, na semifinal, 4 a 0 no placar agregado contra o Lyon. Ao final da competição, ficaria com o vice-campeonato ao perder de 2 a 0 para a Internazionale de José Mourinho (seu antigo pupilo e assistente no Barcelona).

### Manchester United (2014–2016)
O neerlandês veio para substituir David Moyes, técnico cujo aproveitamento não convencia no comando dos Red Devils e que falhou em conduzir o time às primeiras posições da tabela.
O constante atrito entre seus comandados, a insistência num futebol com ênfase na posse de bola e toques de bola para o lado ou para o setor defensivo, tornaram seu time o menos propositivo entre os primeiros colocados, culminando com a reprovação da torcida no Old Trafford contra um time que algumas vezes não se mostrava resignado a sair de um empate.
Teve um relacionamento conturbado com Ángel Di María, a grande contratação do clube na temporada 2014/15. Di Maria criticou Van Gaal: "Começava um jogo em uma posição e, no jogo seguinte, em outra. Marquei gols jogando em uma posição e, de repente, no jogo seguinte, fui escolhido para jogar em uma posição diferente.". Já em 2024, Di Maria alegou que o holândes foi o pior treinador que já teve. Em 2019, Louis van Gaal respondeu: “Di Maria diz que o problema fui eu. Eu o coloquei em todas as posições de ataque. Você pode verificar isso. Ele nunca me convenceu em nenhuma dessas posições. Ele não conseguia lidar com a pressão constante sobre a bola na Premier League. Esse era o problema dele.". Já em 2022, Louis van Gaal voltou a tocar no assunto e amenizou: "Di María é um jogador muito bom. Jogava no Manchester e tinha muitos problemas pessoais. Entraram na sua casa, roubaram, e isso afetou o seu nível de rendimento.".
Apesar dos revezes, o treinador descobriu o jovem Marcus Rashford e o fizera jogar entre os titulares, além de dar oportunidades a boa parte do elenco quando mais de um time titular inteiro estava no departamento médico.
Conquistou a FA Cup, derrotando o Crystal Palace em Wembley por 2-1 na prorrogação.
Foi demitido após não conseguir uma vaga na Liga dos Campeões 2016–17.

## Títulos

### Como treinador
Ajax
- Copa da UEFA: 1991–92
- Copa dos Países Baixos: 1992–93
- Supercopa dos Países Baixos: 1993, 1994 e 1995
- Eredivisie: 1993–94, 1994–95 e 1995–96
- Liga dos Campeões da UEFA: 1994–95
- Copa Intercontinental: 1995
- Supercopa da UEFA: 1995

Barcelona
- Supercopa da UEFA: 1997
- La Liga: 1997–98 e 1998–99
- Copa do Rei: 1997–98

AZ Alkmaar
- Eredivisie: 2008–09

Bayern de Munique
- Bundesliga: 2009–10
- Copa da Alemanha: 2009–10
- Supercopa da Alemanha: 2010

Manchester United
- Copa da Inglaterra: 2015–16[29]

### Prêmios individuais
- Treinador de Futebol do Ano na Alemanha: 2010
- Prêmio Rinus Michels: 2007, 2009
- 18º Melhor Treinador de Todos os Tempos da France Football: 2019[30][31][32]